# Бета (буква)
Β, β (название: бе́та, греч. βήτα, др.-греч. βῆτα) — 2-я буква греческого алфавита. В системе греческой алфавитной записи чисел имеет числовое значение 2. Происходит от финикийской буквы 𐤁 — бет, что в переводе означает «дом». От буквы бета произошли латинская буква B и кириллические Б и В.
Бета — древнегреческое название буквы. В древнегреческом языке она произносилась как взрывной звук [b]. В современном греческом языке эта буква произносится как звонкий лабиодентальный (губно-зубной) фрикатив [v] и называется ви́та.
В Международном фонетическом алфавите обозначает звонкий губно-губной спирант.
Известен исторический анекдот, связанный с прочтением беты и эты в древнегреческих текстах. После яростных дискуссий на эту тему было найдено стихотворение Гесиода о стаде баранов, спускающихся с гор. Их блеяние было передано буквами «бета» и «эта», и это положило конец спорам, так как даже во времена Гесиода бараны не могли кричать «ви».
В большинстве старых славянских заимствований из греческого эта буква передаётся звуком [v] (буква в), например Ватопед — греч. Βατοπέδιον, Василий греч. Βασίλεος и т. д.

## В качестве обозначений
Прописная буква бета почти не используется как символ, потому что она пишется так же, как и заглавная латинская буква B, хотя и есть исключения:
- Две Β-функции в математике: Бета-функция Эйлера, Бета-функция Дирихле.

Строчная буква β используется как символ для обозначения:
- углов в математике (после α);
- бета-частицы, бета-излучения и бета-распада в физике;
- сжимаемости в физике;
- второй по яркости звезды в созвездии — астрономия;
- β-редукции в лямбда-исчислении.

Кроме того:
- бета-версией называется выпуск программного обеспечения на стадии его разработки, следующей за альфа-версией и предшествующей RC (англ. release candidate);
- Бета-коэффициент — показатель в экономике ценных бумаг.

## Похожие символы и другие варианты символа
В греческих словах в немецких текстах может использоваться строчная бета в другом начертании, ϐ, для чёткого визуального отличия от эсцета (ß).